# Tyrone Smith (Leichtathlet)

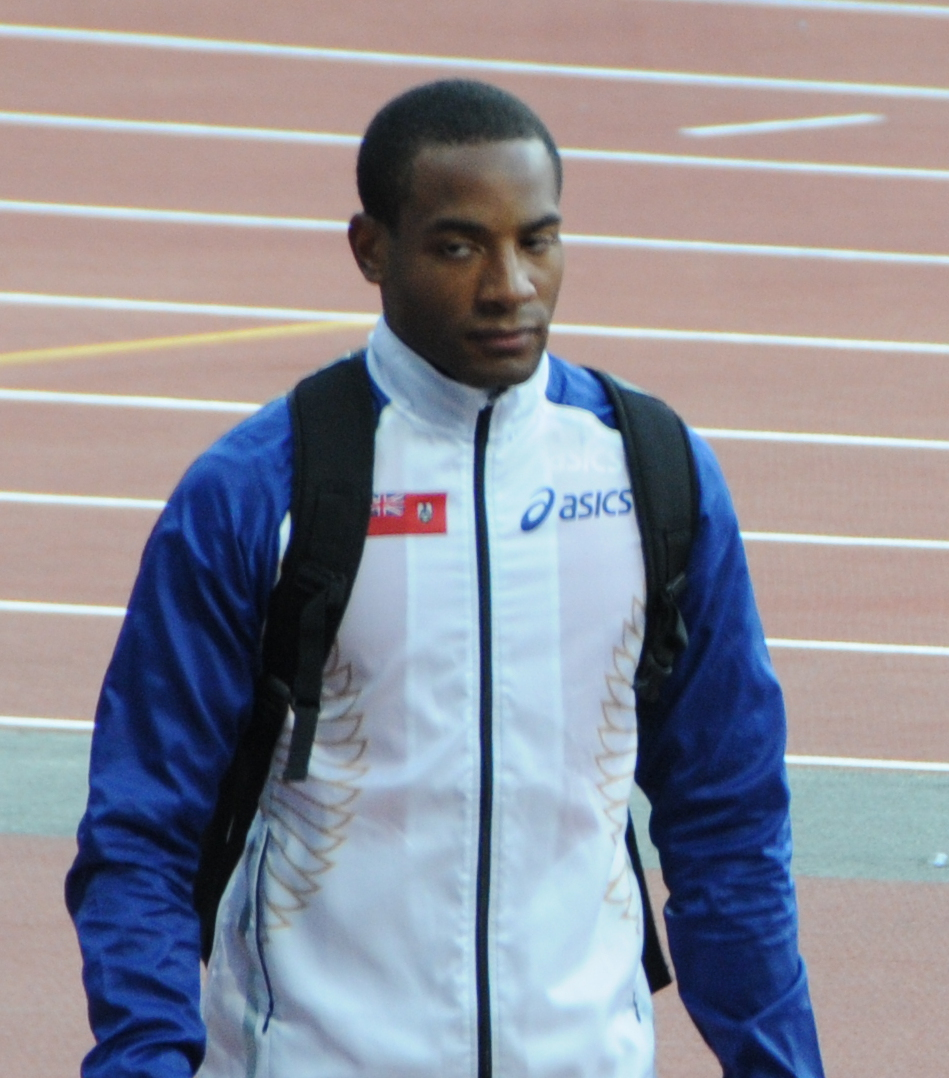
Tyrone Smith 2012 bei den Olympischen Spielen

Tyrone Smith (Tyrone Mark Eugene Smith; * 7. August 1984 im Paget Parish) ist ein bermudischer Weitspringer.
Bei den Panamerikanischen Spielen 2007 in Rio de Janeiro scheiterte er in der Qualifikation.
2008 gewann er Bronze bei den Zentralamerika- und Karibikmeisterschaften und schied bei den Hallenweltmeisterschaften in Valencia und den Olympischen Spielen in Peking in der ersten Runde aus. Auch bei den Weltmeisterschaften 2009 in Berlin kam er nicht über die Qualifikation hinaus.
Im Jahr folgte einem Vorrundenaus bei den Hallenweltmeisterschaften 2010 in Doha ein Sieg bei den Zentralamerika- und Karibikspielen und jeweils ein fünfter Platz beim Continental-Cup in Split und bei den Commonwealth Games in Neu-Delhi. 2011 triumphierte er bei den Zentralamerika- und Karibikmeisterschaften. Bei den Weltmeisterschaften in Daegu schied er ebenso in der ersten Runde aus wie im darauffolgenden Jahr bei den Hallenweltmeisterschaften in Istanbul.
Bei den Olympischen Spielen 2012 in London wurde er Zwölfter, bei den Weltmeisterschaften 2013 in Moskau scheiterte er erneut in der Vorrunde, und bei den Commonwealth Games 2014 in Glasgow wurde er Achter.
2015 wurde er Vierter bei den Panamerikanischen Spielen in Toronto und Zehnter bei den Weltmeisterschaften in Peking.

## Persönliche Bestleistungen
- Weitsprung: 8,22 m, 26. Juli 2010, Mayagüez
  - Halle: 7,82 m, 9. Februar 2012, Tartu